# Durio
Durio je rod rostlin z čeledi Slézovité (Malvaceae). Několik druhů produkuje jedlé ovoce známé jako durian, nejběžnějším druhem je Durio zibethinus. Existuje 30 uznaných druhů v rodu Durio, ale pouze devět produkuje jedlé ovoce.

## Taxonomie
Durio sensu lato má 30 uznaných druhů. Durio sensu stricto zahrnuje 24 těchto druhů. 6 dalších druhů zahrnutých do Durio sl je nyní některými považováno za zahrnuty do jejich vlastního rodu Boschia. Durio s.s. a Boschia mají nerozeznatelné vegetativní vlastnosti a mnoho společných květinových vlastností. Zásadní rozdíl mezi těmito dvěma je, že prašníková ložiska se otevírají apikálními póry v Boschii a podélnými štěrbinami u Durio s.s.. Tyto dva rody tvoří klad, který je sestrou jiného rodu v kmeni Durioneae, Cullenia. Tyto tři rody společně tvoří klad, který se vyznačuje vysoce modifikovanými (mono- a polytekátní, na rozdíl od bithekátních) prašníky.
Rod Durio je některými taxonomy zařazen do čeledi Cejbovité (Bombacaceae) nebo jinými do široce definované Slézovité (Malvaceae), která zahrnuje Bombacaceae, a jinými do menší rodiny pouhých sedmi rodů Durionaceae.
Durio je často zahrnut do Bombacaceae kvůli přítomnosti monothecate prašníků, na rozdíl od bithecate prašníků společných pro zbytek slézů (a krytosemenných rostlin obecně). Nicméně první studie zkoumající fylogenezi slézu pomocí molekulárních dat zjistily, že kmen Durioneae by měl být zařazen do podčeledi Helicteroideae rozšířené Slézovité (Malvaceae). Autoři těchto studií předpokládají, že monotekátní prašníci se s největší pravděpodobností vyvinuli konvergentně v Durioneae a v kladu Malvatheca (zahrnující Slézovité sl podčeledi Malvoideae a Cejbovité).

## Druh
- Durio acutifolius (Mast.) Kosterm.
- Durio affinis Becc.
- Durio beccarianus Kosterm. & Soegeng.
- Durio bukitrayaensis Kosterm.
- Durio burmanicus Soegeng.
- Durio carinatus Mast.
- Durio crassipes Kosterm.
- Durio dulcis Becc.
- Durio excelsus (Korth.) Bakh.
- Durio grandiflorus Kosterm. & Soegeng
- Durio graveolens Becc.
- Durio griffithii (Mast.) Bakh.
- Durio kinabaluensis Kosterm & Soegeng
- Durio kutejensis Hassk. & Becc.
- Durio lanceolatus Mast.
- Durio lissocarpus Mast.
- Durio lowianus Scort. & King
- Durio macrantha Kosterm.
- Durio macrolepis Kosterm.
- Durio macrophyllus Ridl.
- Durio malaccensis Planch.
- Durio mansoni (Gamble) Bakh.
- Durio oblongus Mast.
- Durio oxleyanus Griff.
- Durio pinangianus Ridl.
- Durio purpureus Kosterm. & Soegeng.
- Durio singaporensis
- Durio testudinarum Becc.
- Durio wyatt-Smithii Kosterm.
- Durio zibethinus (durian) Murray